# Romagnieu
 Romagnieu  es una población y comuna francesa, en la región de Ródano-Alpes, departamento de Isère, en el distrito de La Tour-du-Pin y cantón de Le Pont-de-Beauvoissin.

## Demografía
| 949 | 931 | 870 | 993 | 1122 | 1235 |
| Para los censos de 1962 a 1999 la población legal corresponde a la población sin duplicidades (Fuente: INSEE [Consultar]) |     |     |     |      |      |